# La Chapelle-Janson
La Chapelle-Janson (tiếng Breton: Chapel-Yent, Gallo: La Chapèll-Janczon) là một xã của tỉnh Ille-et-Vilaine, thuộc vùng Bretagne, miền tây bắc nước Pháp.

## Dân số
Người dân ở La Chapelle-Janson được gọi là Jansonnais.
| 1962                                            | 1968 | 1975 | 1982 | 1990 | 1999 |
| ----------------------------------------------- | ---- | ---- | ---- | ---- | ---- |
| 998                                             | 1108 | 1041 | 1140 | 1244 | 1156 |
| Starting in 1962: Population without duplicates |      |      |      |      |      |